# Земельные гонки 1889 года

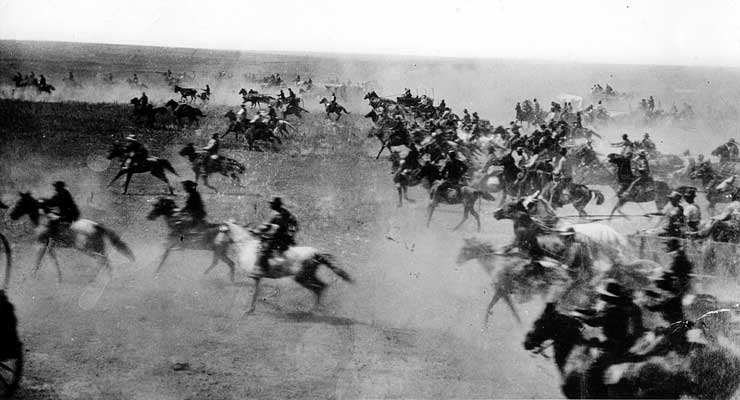
Земельные гонки

Эти Земельные гонки состоялись 22 апреля 1889 года в Оклахоме, в них 50 тысяч человек пытались получить участки на площади примерно в 8000 км² из Нераспределенных земель Индейской территории (большая часть территории шести современных округов: Канейдиан, Кингфишер, Кливленд, Логан, Оклахома, Пейн).

## Предпосылки проведения
Эти земли были открыты для заселения биллем об индейской аппроприации 1889 года (англ. The Indian Appropriations Bill), подписанным президентом США Гаррисоном. По Закону о гомстедах поселенцам предоставлялись 160 акров (0,65 км²) земли. Поселенцы получали землю в собственность, при условии, что будут жить и работать на участке.

## Быстрый рост городов
К концу дня (22 апреля 1889 года) были основаны города Оклахома-Сити и Гатри, причём в них сразу прибыло примерно по 10 тыс. человек. В статье Harper's Weekly того дня отмечалось, что в Гатри уже были заложены улицы.
Через две недели были открыты школы, где дети обучались волонтёрами (платно). В течение одного месяца в Оклахома-Сити были основаны 5 банков и 6 газет.
А 2 мая 1890 года был принят закон о создания Территории Оклахома. Её центром стал Гатри.